# José Rafael Godoy
José Rafael Godoy Monzón (Antigua, Sacatepéquez; 15 de mayo de 1942-2005) fue un jugador y entrenador de fútbol guatemalteco. En 1976, inició su etapa como entrenador, dirigiendo a su exequipo Antigua por varios años, luego al Chimaltenango y finalmente al Panajachel en 1997-1998.

## Trayectoria
Era apodado "cochita", se desempeñaba como delantero y se inició en el club de su ciudad natal en 1959, mostrando sus cualidades, en 1962 fue fichado por el equipo capitalino Municipal. Con Municipal, ganó cuatro títulos y dejó el cuadro a mediados de 1969, para pasar al Tipografía Nacional, donde se retiró en 1971.
Hizo un total de 19 goles en la Liga Nacional con Antigua y 40 con Municipal.

## Selección nacional
Fue parte de la plantilla de la selección de Guatemala campeona del Campeonato de Naciones de la Concacaf de 1967, estando en las victorias contra México de 1-0 y Trinidad y Tobago 2-0. Como antes las selecciones casi no disputaban encuentros, jugó 4 partidos internacionales, logrando anotar un gol.

### Participaciones en Campeonatos Concacaf
| Copa                                          | Sede     | Resultado | Part. | Goles |
| --------------------------------------------- | -------- | --------- | ----- | ----- |
| Campeonato de Naciones de la Concacaf de 1967 | Honduras | Campeón   | 2     | 0     |

## Clubes
| Club                | País      | Año       |
| ------------------- | --------- | --------- |
| Antigua             | Guatemala | 1959-1962 |
| Municipal           | Guatemala | 1962-1969 |
| Tipografía Nacional | Guatemala | 1969-1971 |

## Palmarés

### Títulos nacionales
| Título                    | Equipo    | País      | Año     |
| ------------------------- | --------- | --------- | ------- |
| Liga Nacional             | Municipal | Guatemala | 1963-64 |
| Liga Nacional             | Municipal | Guatemala | 1965-66 |
| Copa Nacional             | Municipal | Guatemala | 1967    |
| Copa Campeón de Campeones | Municipal | Guatemala | 1967    |

### Títulos internacionales
| Título                                | Equipo    | País     | Año  |
| ------------------------------------- | --------- | -------- | ---- |
| Campeonato de Naciones de la Concacaf | Guatemala | Honduras | 1967 |